# 克之 (呼出)
克之（かつゆき、本名：小山 克之（こやま かつゆき）、1964年2月6日 - ）は、大相撲の呼出。芝田山部屋所属。

## 人物
大阪府大阪市鶴見区出身。1979年に、大ノ海久光が師匠を務めていた花籠部屋に入門。当初は床山志望であったという。
その後、放駒部屋を経て、現在は芝田山部屋所属。2023年12月25日（2024年1月場所番付発表日）より、副立呼出に昇進。
2021年11月場所は次郎の休場により結びの一番を呼び上げている。
副立呼出在位中、本来の結びの一番が一方の休場、他方の不戦勝となったために、呼び上げの出番がなく一日が終わった次郎に代わって実質の結びの一番を呼び上げたケースを複数回経験している。

## 履歴
- 1979年9月場所 - 花籠部屋から初土俵。
- 1986年1月場所 - 花籠部屋消滅に伴い放駒部屋へ移籍。
- 1994年7月場所 - 呼出の番付制導入により、幕下呼出となる。
- 1995年1月場所 - 十両呼出に昇進。
- 1999年11月場所 - 序列上位の次郎を抜いて幕内呼出に昇進。2000年11月場所まで序列が次郎の上位だった。
- 2004年1月場所 - 三役呼出に昇進。
- 2013年3月場所 - 放駒部屋消滅に伴い芝田山部屋へ移籍。
- 2024年1月場所 - 副立呼出に昇進。
- 2025年3月場所 - 次郎の停年退職に伴い、呼出の序列のトップとなる。